# Alpelsattel
Der Alpelsattel (auch Älpelesattel oder Älplesattel) ist ein 1780 m ü. NHN hoch gelegener Bergsattel zwischen Oytal und Dietersbachtal in der Nähe von Oberstdorf in den Allgäuer Alpen. Der Sattel ist von beiden Tälern aus zu erreichen. Der Weg vom Oytal aus ist teilweise stark verwachsen, aber weniger steil als der Aufstieg über das Dietersbachtal. Vom Alpelsattel lassen sich das Rauheck ebenso wie die Höfats erreichen.

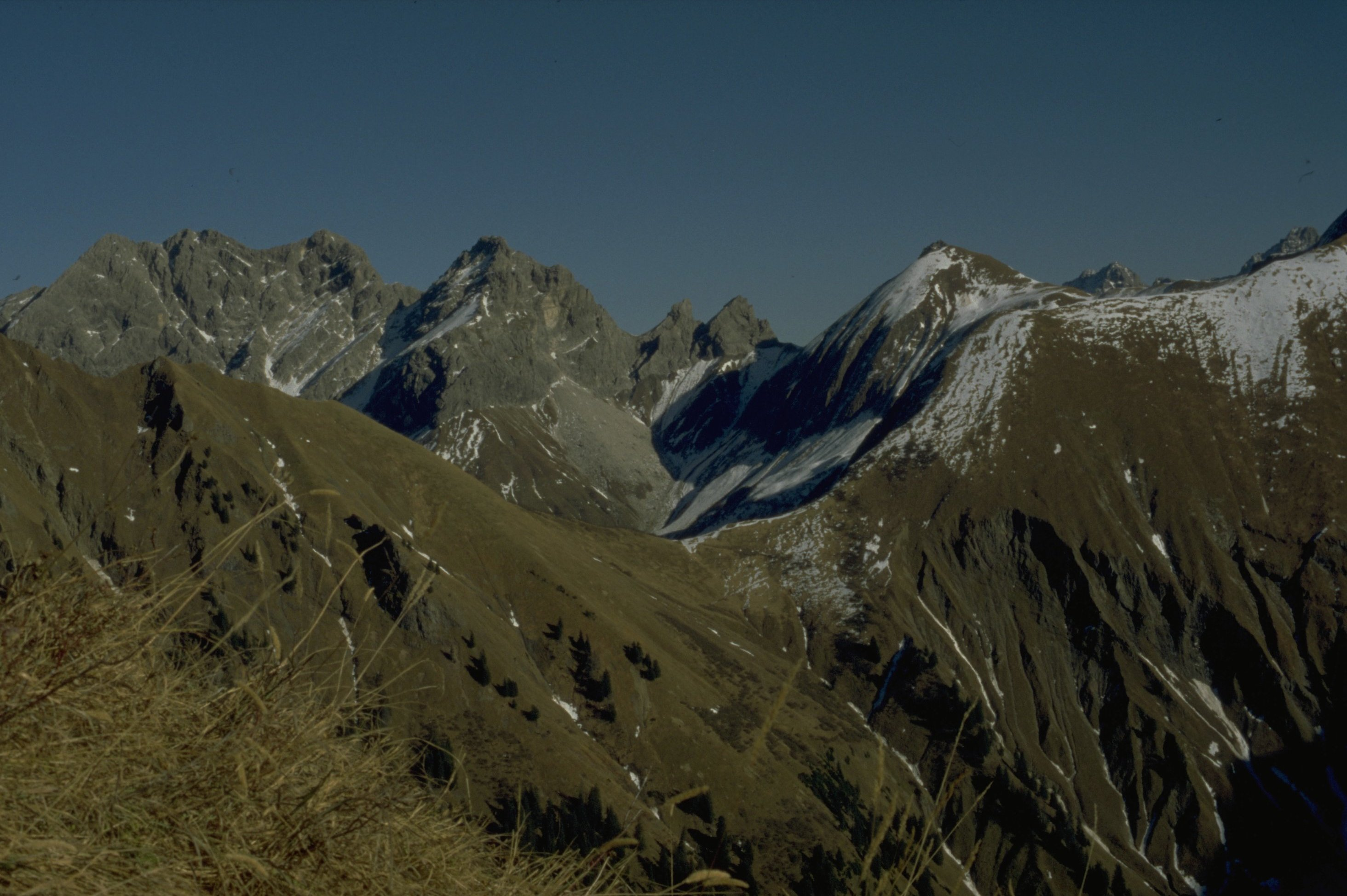
Alpelsattel vom Kegelkopf. Gipfel v. l. n. r.: Gr. Wilder, Kl. Wilder, Nördliches, Südliches Höllhorn und Jochspitze
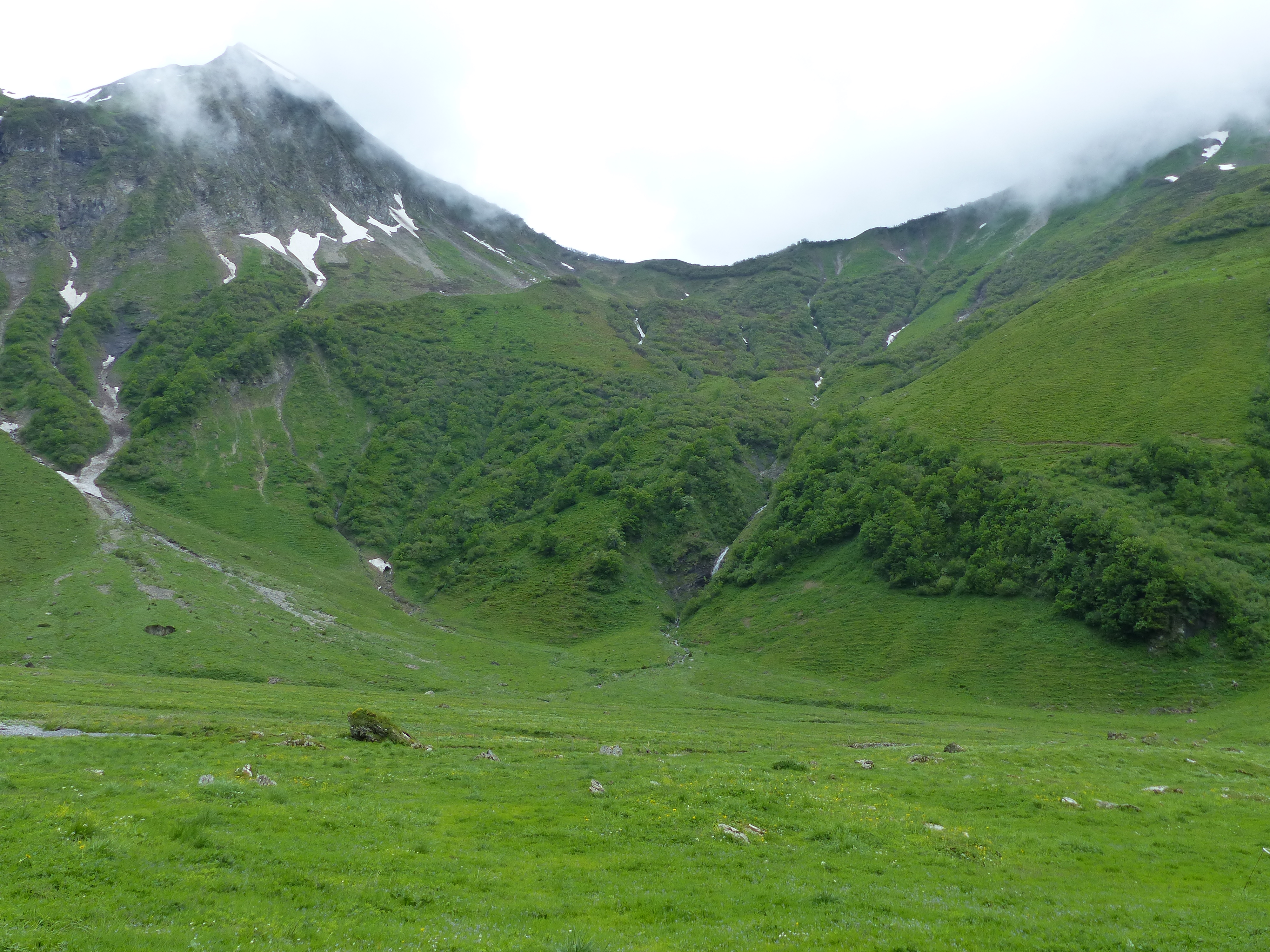
Alpelsattel von der Käseralpe